# Величайшее шоу мира
«Величайшее шоу мира» (англ. The Greatest Show on Earth) — американский художественный фильм 1952 года, созданный при участии легендарного американского цирка Ringling Bros. and Barnum & Bailey Circus. Продюсером, режиссёром и рассказчиком фильма является Сесил Б. Демилль. Фильм получил две премии «Оскар», в том числе за лучший фильм. Кроме сюжета, в киноленте рассказывается о значении цирковой индустрии, как живут за кулисами артисты, а также есть документальные кадры, которые показывают, как цирк путешествует на гастролях.
В главных ролях снялись Бетти Хаттон и Корнел Уайлд, которые исполняли роли соревнующихся друг с другом акробатов, и Чарлтон Хестон, игравший генерального директора шоу. Также в роли таинственного клоуна, который никогда не снимает своей маски, снялся известный американский актёр Джеймс Стюарт.
В дополнение к актёрам в фильме появился цирк Ringling Bros. and Barnum & Bailey Circus, в котором было 1400 человек, сотни животных и 60 вагонов оборудования. Артисты цирка и животные также принимали участие в съёмках.
С учётом инфляции «Величайшее шоу мира» является одним из самых кассовых фильмов, показанных в США и Канаде.
По мотивам фильма в 1963—1964 годах на канале ABC был сделан одноимённый телесериал, в котором главную роль вместо Чарлтона Хестона сыграл Джек Пэланс. Всего было выпущено 30 эпизодов данного телешоу.

## Вступительная речь режиссёра
Что такое цирк? Это волшебное место. Цирк переезжает из города в город. Что нам так нравится в цирке? Конечно, это самая вкусная сладкая вата. Мы переживаем, смотря на канатоходцев, смеёмся над клоунами, удивляемся, когда смотрим на немыслимые трюки, выполняемые с такой лёгкостью. Это шоу с оркестром, костюмированном шоу, красивыми лошадьми, акробатами под куполом цирка. С чего всё начинается? Все действуют, как хорошо отлаженный механизм, быстро и чётко. Очень важно при их образе жизни делать всё слажено. Как только всё собрано и уложено, снова в путь. Не знаешь, когда могут возникнуть непредвиденные сложности, но даже из этой ситуации они выходят с улыбкой. Случаются несчастья, но они скрыты от посторонних глаз. Директор организовывает процесс работы цирка. Еженедельно меняет программу выступлений, делает всё, чтобы цирк оставался на пике славы. Это постоянная конкуренция, они постоянно борются за право быть лучшими в этом искусстве. Вот что такое цирк.
Это история о самом большом передвижном цирке, о мужчинах и женщинах, которые борются за право. За право называться величайшим шоу мира!

## Сюжет
Брэд Браден является генеральным директором крупнейшей цирковой труппы в мире. У него возникает несколько проблем.
Администраторы планируют сократить сезон выступлений, чем рискуют потерять тысячи зрителей. Брэд заключает сделку, по которой цирк продолжает гастроли, пока он получает прибыль, таким образом сохраняя для всей труппы (1400 человек) возможность работать. Между тем, два его подчинённых, его подруга Холли и звезда акробатики Великий Себастиан, участвуют в своеобразной воздушной дуэли, чтобы выяснить, кто из них лучший акробат. Кроме того, один из промоутеров шоу и его подручный постоянно жульничают, и Брэду пришлось их уволить, несмотря даже на их угрозы.
Есть ещё одна сложность (она пока неизвестна Брэду) связана с клоуном Баттонсом, которого никто никогда не видел без грима. Во время представления он беседует с одной из присутствующих в зале женщиной, говорившая ему о том, что некие «они» задавали вопросы о нём. На самом деле это была его мать, которой удаётся встречаться с ним только один раз в год. Первые предположения о его прежней жизни появились, когда он подсказывает, как более правильно накладывать бинты при серьёзном падении. Холли после прочтения какой-то газетной статьи понимает, что он является тем самым доктором, который более десяти лет назад убил свою жену, чтобы та не страдала.
Конкуренция между Холли и Себастианом перерастает в любовный треугольник, так как помимо Брэда на любовь Холли начал претендовать ещё и Себастиан. В то же время акробатические трюки становятся всё серьёзнее и опаснее. Себастиан игнорирует свою бывшую подругу Анджел, которая выступает со слонами. Соперничество заканчивается, когда в ответ на вызов Холли Себастиан без страховки неудачно совершает опасный трюк, в результате чего падает и получает серьёзные увечья. Баттонс стремится к нему и, когда доктор выражает восхищение тому, как он хорошо обработал раны, клоун объясняет, что он когда-то работал фармацевтом.
Себастиан возвращается в цирк, но из-за парализованной руки он больше не способен выступать. Осознавая свою вину, Холли признаётся в любви к Себастиану.
Когда они собираются уехать из одного из городов, Брэда находит детектив и спрашивает его, есть ли в цирке доктор, похожий на одного человека (показывает фото Джеймса Стюарта без грима), которого он разыскивает. Детектив садится в поезд, чтобы продолжить своё расследование. Брэд говорит об этом Баттонсу, который рассказывает ему, что Себастиан что-то чувствует своей повреждённой рукой — это значит, что его инвалидность можно исправить. Брэд понимает, что беглый доктор и клоун — это один и тот же человек, и говорит ему, что полиция скоро будет собирать отпечатки пальцев.
Радость от того, что Себастиан вновь может вернуться на арену, исчезает, когда их поезд попадает в железнодорожную катастрофу, спровоцированную бывшим женихом Анджелы Клаусом, работавшим дрессировщиком слонов, и уволенным промоутером. Баттонс, который уже собирался бежать, по просьбе Холли возвращается, спасает тяжелораненого Брэда и делает переливание крови от Себастиана, даже несмотря на то, что он знает о слежке за ним сыщика. После операции его арестовывают.
Холли понимает, что она действительно любит Брэда. Она берёт на себя командование, монтирует цирк и руководит шествием в ближайшем от аварии городе (шатры и освещение были уничтожены при крушении), что позволяет цирку избежать банкротства и показать представление прямо под открытым небом.

## В ролях
| Актёр           | Роль                             |
| --------------- | -------------------------------- |
| Бетти Хаттон    | Холли                            |
| Корнел Уайлд    | Себастиан                        |
| Чарлтон Хестон  | Брэд Браден                      |
| Дороти Ламур    | Филлис                           |
| Глория Грэм     | Анджела                          |
| Джеймс Стюарт   | клоун Баттонс                    |
| Генри Вилкоксон | детектив Грегори                 |
| Лоуренс Тирни   | мистер Хендерсон                 |
| Лайл Беттгер    | Клаус                            |
| Джон Риджли     | помощник управляющего            |
| Фрэнк Уилкокс   | цирковой доктор                  |
| Джон Келлогг    | Гарри                            |
| Кларенс Нэш     | зритель (в титрах не указан)     |
| Стэнли Эндрюс   | зритель (в титрах не указан)     |
| Лестер Дорр     | зазывала (в титрах не указан)    |
| Куини Смит      | зрительница (в титрах не указан) |

Кроме того, в фильме снялись артисты цирка Ringling Bros. and Barnum & Bailey Circus, в том числе клоуны Эмметт Келли и Лу Джейкобс, воздушный акробат Антуанетта Концелло и карлик Анджело Росситто.
Есть целый ряд камео (в основном, в аудитории цирка) в том числе Боб Хоуп и Бинг Кросби, партнёров Дороти Ламур по фильмам «Дорога на…». Уильям Бойд появляется в образе одного из самых популярных своих персонажей — Хопалонга Кэссиди.
Зазывала молчал до конца фильма. Его можно услышать в самые последние минуты фильма. Оказалось, что его играл известный американский актёр Эдмонд О’Брайен.

## Производство фильма
Люсиль Болл должна была сыграть роль Анджел, но она ушла из проекта, когда узнала, что беременна своим первым ребёнком.
Музыку к песне Lovely Luawana Lady написал Джон Ринглинг Норт, который появился в роли босса Брэда во время телефонного разговора. Норт был племянником основателей цирка братьев Ринглинг.

## Приём критиков
Босли Кроутер назвал «Величайшее шоу мира» «триумф таланта цирка и навыка кино» и «развлечение, которое будет восхищать зрителей кино в течение многих лет»:

Растянувшееся на гигантский холст, переполненное реальными действиями и острыми ощущениями, а также большим количеством закулисных мелочей, которые делают цирк очаровательной вещью, и киноплёнка, делающее это кино прекрасным, и повторюсь, это один из лучших фильмов, которые когда-либо выходили на экран. — Босли Кроутер, The New York Times
Журнал Time назвал его «мамонтом, который образовался в результате слияния усилий двух мастеров выдумки: Финеаса Тейлора Барнума и Сесила Б. Демилля», а также фильмом, который «заполняет экран конкурсами и парадами и находит место для 60 с лишним цирковых номеров, которые из-за сюжета вместе очень плохо совмещаются, не давая создавать хорошее шоу».
Variety пишет, что фильм «эффективно удовлетворяет цели создавать атмосферу и волнение в цирке и на экране, и среди зрителей».
Критик Леонард Малтин выразил мнение, что «как и большинство фильмов Де Милля, это не может быть искусством, но оно очень приятно».
В 2006 году в статье для MSNBC о вручении премии «Оскар» за лучший фильм «Столкновению», Эрик Ландегаард назвал «Столкновение» худшим лучшим фильмом года со времён «тупого, раздутого кино „Величайшее шоу мира“».
«Величайшее шоу мира» также включён в книгу «Официальный гид „Золотой малины“: смотрим лучшие из худших голливудских фильмов». Общее отношение к фильму выражается во мнении, что это было отвратительной ошибкой со стороны Киноакадемии дать ему премию «Оскар» за лучший фильм года.
После его выхода  Босли Краузер из The New York Times назвал фильм «страстным триумфом циркового зрелища и кинематографического мастерства» и «развлечением, которое будет радовать кинозрителей долгие годы».

## Премии и награды
| Год  | Премия           | Номинация                                | Персона                                           | Результат |
| ---- | ---------------- | ---------------------------------------- | ------------------------------------------------- | --------- |
| 1953 | «Золотой глобус» | Лучший фильм — драма                     |                                                   | Победа    |
| 1953 | «Золотой глобус» | Лучший режиссёр                          | Сесиль Блаунт Де Милль                            | Победа    |
| 1953 | «Золотой глобус» | Лучшая работа оператора (цветные фильмы) | Джордж Барнс                                      | Победа    |
| 1953 | «Оскар»          | Лучший фильм                             | Сесиль Блаунт Де Милль                            | Победа    |
| 1953 | «Оскар»          | Лучшая режиссура                         | Сесиль Блаунт Де Милль                            | Номинация |
| 1953 | «Оскар»          | Лучший литературный первоисточник        | Фрэнк Каветт, Теодор Ст. Джон и Фредерик М. Фрэнк | Победа    |
| 1953 | «Оскар»          | Лучший монтаж                            | Энн Боченс                                        | Номинация |
| 1953 | «Оскар»          | Лучший дизайн костюмов (цветные фильмы)  | Эдит Хэд, Дороти Джикинс и Майлз Уайт             | Номинация |

Ряд экспертов и изданий считают этот фильм одним из худших, когда-либо получавших премию «Оскар» за лучший фильм года: американский журнал Premiere поместил его в список 10 худших победителей «Оскара». Британский журнал о кино Empire поставил фильм на третье место (сразу после «Храброго сердца» и «Игр разума») в своём списке 10 худших победителей «Оскара». На сайте кинокритиков Rotten Tomatoes у ленты самый низкий рейтинг среди всех кинокартин, когда-либо получавших «Оскар» в главной категории.
Также были мнения, что он стал лучшим фильмом года из-за политической ситуации в США в 1952 году. Сесиль Блаунт Де Милль был одним из сторонников сенатора Джозефа Маккарти, который в то время преследовал коммунистов, в то же время как продюсером и сценаристом ленты «Ровно в полдень», также номинировавшейся в категории «Лучший фильм», был Карл Форман, которого вскоре включили в Чёрный список Голливуда.

## Влияние
«Величайшее шоу мира» был первым фильмом, который увидел режиссёр и продюсер Стивен Спилберг, и он называет его одним из главных вдохновений, которые привели его к работе в киноиндустрии.